# Temporada 2006-2007 del RCD Espanyol
Dades de la Temporada 2006-2007 del RCD Espanyol.

## Fets Destacats
- 3 d'agost de 2006: Pretemporada: Larissa 2 - Espanyol 2[3]
- 5 d'agost de 2006: Pretemporada: Ergotelis FC 0 - Espanyol 3[4]
- 11 d'agost de 2006: Pretemporada: Palermo 0 - Espanyol 0[5]
- 1 de setembre de 2006: Torneig Ciutat de Barcelona: Espanyol 2 - SS Lazio 0[6]
- 20 de setembre de 2006: Torneig Ciutat de Terrassa (centenari del Terrassa FC): Terrassa FC 2 - Espanyol 2, l'Espanyol campió per penals[7]
- 19 d'octubre de 2006: Copa UEFA: Sparta Praga 0 - Espanyol 2[8]
- 23 de novembre de 2006: Copa UEFA: Espanyol 6 - Zulte-Waregem 2. És la xifra més alta de gols marcada pel club en partit de competició europea i la més alta aconseguida en partit oficial en 50 anys[9]
- 30 de novembre de 2006: Copa UEFA: AFC Ajax 0 - Espanyol 2[10]
- 13 de desembre de 2006: Copa UEFA: Espanyol 1 - Austria Viena 0[11]
- 13 de gener de 2007: Lliga: Espanyol 3 -FC Barcelona 1[12]
- 28 de gener de 2007: Lliga: Gimnàstic de Tarragona 4 - Espanyol 0[13]
- 14 de febrer de 2007: Copa UEFA: Livorno 1 - Espanyol 2, Walter Pandiani supera, amb el seu vuitè gol, l'anterior marca d'Antoni Camps, qui en la temporada 1961-62 va marcar set[14]
- 15 de març de 2007: Copa UEFA: Espanyol 4 - Maccabi Haifa 0[15]
- 5 d'abril de 2007: Copa UEFA: Espanyol 3 - SL Benfica 2[16]
- 26 d'abril de 2007: Copa UEFA: Espanyol 3 - Werder Bremen 0[17]
- 3 de maig de 2007: Copa UEFA: Werder Bremen 1 - Espanyol 2[18][19]
- 16 de maig de 2007: El RCD Espanyol assoleix el subcampionat de la Copa de la UEFA a l'estadi Hampden Park de Glasgow. Els periquitos perdrien a la tanda de penals davant el Sevilla FC després d'empatar a dos. Els gols dels blanc-i-blaus van ser d'Albert Riera i de Jonatas Domingos. Walter Pandiani és el màxim golejador en les competicions UEFA de l'any[20]
- 20 de maig de 2007: Lliga: Espanyol 1 - Getafe CF 5[21]
- 1 de juny de 2007: Amb la participació a la final de la Copa de la UEFA, l'equip de futbol masculí aconsegueix situar-se temporalment com el 10è de la classificació mundial de clubs que elabora l'IFFHS, sent el millor equip català.[22]
- 9 de juny de 2007: Lliga: FC Barcelona 2 - Espanyol 2. Raúl Tamudo, marcant els dos gols del partit contra el FC Barcelona al Camp Nou (2-2), iguala i bat el rècord de gols en competició de l'equip blanc-i-blau que el 1983 va establir Rafael Marañón.[23][24]

## Resultats i Classificació
- Lliga d'Espanya: Onzena posició amb 49 punts (38 partits, 12 victòries, 13 empats, 13 derrotes, 46 gols a favor i 53 en contra).
- Copa d'Espanya: Setzens de final. Eliminat pel Rayo Vallecano (2-1) a setzens de final.
- Copa de la UEFA: Finalista. Eliminà el FC Artmedia Bratislava, fou primer a la fase de grups per davant dels clubs AFC Ajax, Zulte-Waregem, Sparta Praga i Àustria Viena. En les eliminatòries vencé l'Livorno, el Maccabi Haifa, el SL Benfica i el Werder Bremen a semifinals. Va perdre la final davant el Sevilla FC a Hampden Park (Glasgow) per penals després d'acabar la pròrroga 2-2. Classificació final del grup F de la lligueta de la Copa de la UEFA:

| Club          | PJ | PG | PE | PP | GF | GC | Punts |
| ------------- | -- | -- | -- | -- | -- | -- | ----- |
| RCD Espanyol  | 4  | 4  | 0  | 0  | 11 | 2  | 12    |
| AFC Ajax      | 4  | 2  | 1  | 1  | 6  | 2  | 7     |
| Zulte Waregem | 4  | 2  | 0  | 2  | 9  | 11 | 6     |
| Sparta Praha  | 4  | 1  | 1  | 2  | 2  | 5  | 4     |
| Austria Wien  | 4  | 0  | 0  | 4  | 1  | 9  | 0     |

- Copa Catalunya: Finalista. Eliminà la UE Lleida (0-0) a semifinals i va perdre la final amb el FC Barcelona (1-1), tots dos partits decidits des del punt de penal.
- Supercopa d'Espanya: Finalista. Per amb el FC Barcelona (Espanyol 0-Barcelona 1, Barcelona 3-Espanhyol 0) a la Nova Creu Alta de Sabadell.

## Plantilla
| P   | D  | Jugador                  | Lliga | Lliga | Copa Espanya | Copa Espanya | Copa UEFA | Copa UEFA | Supercopa | Supercopa |
| P   | D  | Jugador                  | PJ    | G     | PJ           | G            | PJ        | G         | PJ        | G         |
| --- | -- | ------------------------ | ----- | ----- | ------------ | ------------ | --------- | --------- | --------- | --------- |
| POR | 13 | Carlos Idriss Kameni     | 36    | -50   | -            | -            | -         | -         | 1         | -3        |
| POR | 1  | Gorka Iraizoz            | 2     | -3    | 2            | -2           | 15        | -11       | 1         | -1        |
| POR | 26 | Biel Ribas               | -     | -     | -            | -            | -         | -         | -         | -         |
| POR | 36 | Isaac Becerra            | -     | -     | -            | -            | -         | -         | -         | -         |
| DEF | 21 | Dani Jarque              | 36    | -     | 1            | -            | 14        | -         | 2         | -         |
| DEF | 19 | Marc Torrejón            | 29    | -     | 1            | -            | 10        | -         | 1         | -         |
| DEF | 2  | Javi Chicha              | 27    | -     | 1            |              | 10        | -         | -         | -         |
| DEF | 4  | Jesús Mari Lacruz        | 20    | -     | 2            | -            | 11        | 2         | 2         | -         |
| DEF | 12 | Juan Velasco             | 20    | -     | 1            | -            | 4         | -         | -         | -         |
| DEF | 3  | David García             | 9     | -     | -            | -            | 7         | -         | 1         | -         |
| DEF | 5  | Sergio Sánchez           | 3     | -     | 1            | -            | 3         | -         | 1         | -         |
| DEF | 32 | Albert Serran            | 2     | -     | -            | -            | -         | -         | -         | -         |
| DEF | 2  | Armando Sá               | -     | -     | -            | -            | -         | -         | -         | -         |
| DEF | 25 | César Peixoto            | -     | -     | -            | -            | -         | -         | -         | -         |
| MIG | 18 | Francisco Joaquín Rufete | 29    | 1     | -            | -            | 11        | -         | 2         | -         |
| MIG | 22 | Moisés Hurtado           | 28    | 1     | 2            | -            | 11        | 1         | -         | -         |
| MIG | 9  | Iván De la Peña          | 26    | -     | 1            | -            | 10        | 1         | 1         | -         |
| MIG | 8  | Pablo Zabaleta           | 20    | -     | 1            | -            | 9         | -         | 2         | -         |
| MIG | 16 | Jonatas Domingos         | 20    | 2     | 1            | -            | 5         | 1         | -         | -         |
| MIG | 17 | Moha                     | 19    | 1     | 2            | -            | 8         | 1         | 1         | -         |
| MIG | 6  | Eduardo Costa            | 16    | 1     | -            | -            | 7         | -         | 2         | -         |
| MIG | 14 | Ito                      | 8     | -     | 1            | -            | 10        | -         | -         | -         |
| MIG | 31 | Àngel Martínez           | 7     | -     | -            | -            | 2         | -         | -         | -         |
| MIG | 27 | Julián López             | 7     | -     | -            | -            | 3         | -         | -         | -         |
| MIG | 15 | Fredson Camara           | 2     | -     | 2            | -            | 2         | -         | 2         | -         |
| MIG | 35 | Javi Márquez             | -     | -     | -            | -            | -         | -         | -         | -         |
| MIG | 34 | Marc Pedraza             | -     | -     | -            | -            | -         | -         | -         | -         |
| DAV | 10 | Luis García              | 36    | 10    | 2            | 1            | 13        | 5         | 2         | -         |
| DAV | 7  | Walter Pandiani          | 34    | 7     | 2            | -            | 14        | 11        | 2         | -         |
| DAV | 23 | Raúl Tamudo              | 31    | 15    | -            | -            | 7         | 2         | 1         | -         |
| DAV | 20 | Ferran Corominas         | 30    | 4     | 2            | -            | 11        | 6         | 2         | -         |
| DAV | 11 | Albert Riera             | 28    | 4     | 1            | -            | 13        | 4         | 2         | -         |
| DAV | 24 | Jonathan Soriano         | 1     | -     | 1            | -            | 0         | -         | -         | -         |
| DAV | 33 | Miquel Palanca           | 1     | -     | -            | -            | -         | -         | -         | -         |